# Réunionbuskskvätta
Réunionbuskskvätta (Saxicola tectes) är en fågel i familjen flugsnappare inom ordningen tättingar.

## Utbredning och systematik
Fågeln förekommer enbart på ön Réunion i västra Maskarenerna. Den behandlas som monotypisk, det vill säga att den inte delas in i några underarter.

## Status
Arten har ett begränsat utbredningsområde, men beståndet anses vara stabilt. IUCN kategoriserar arten som livskraftig.

## Bilder

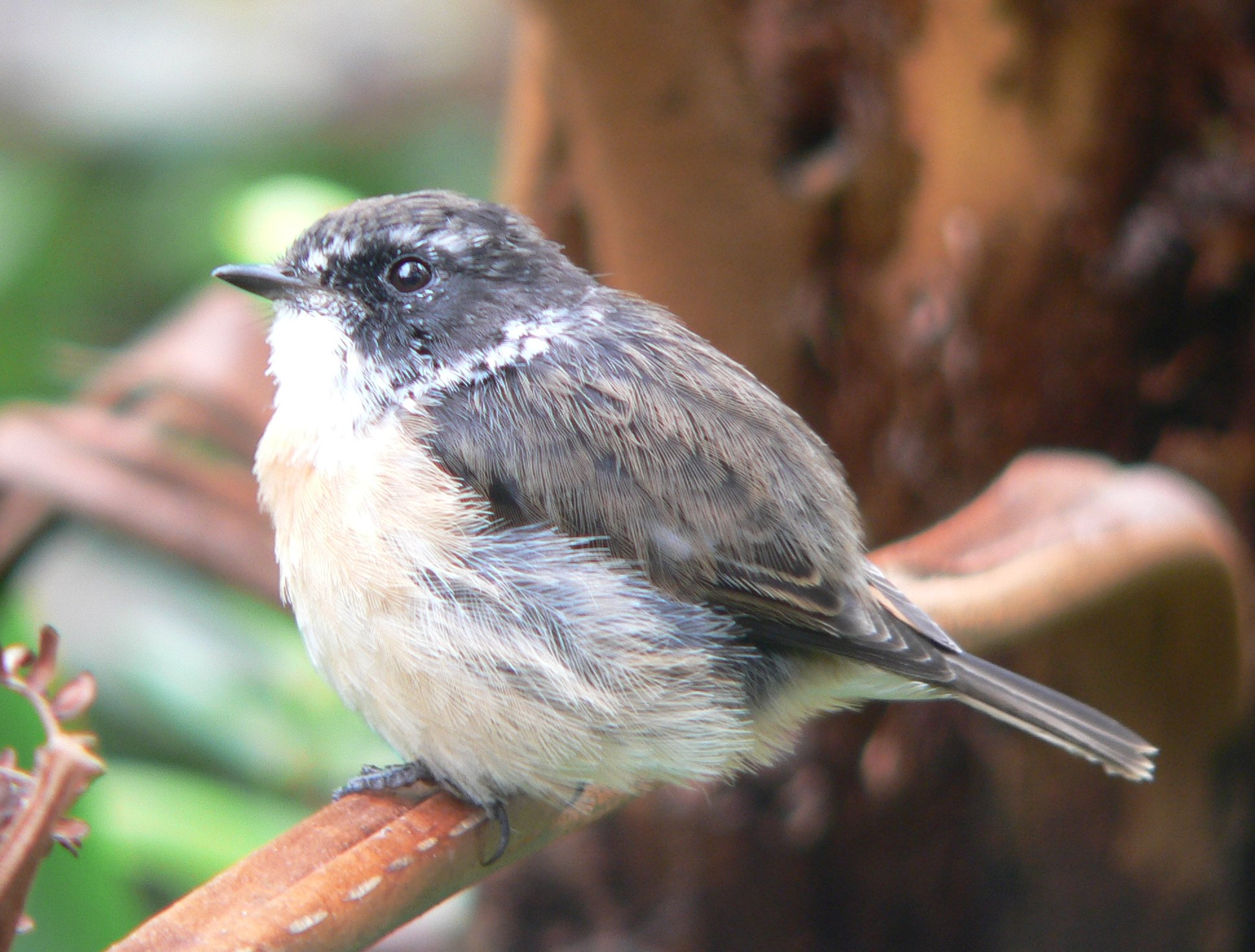
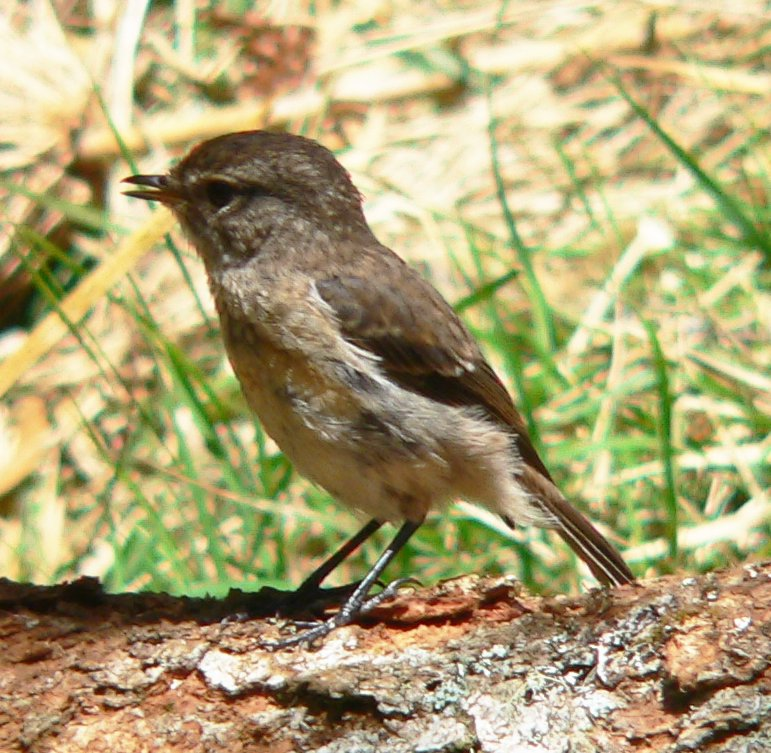
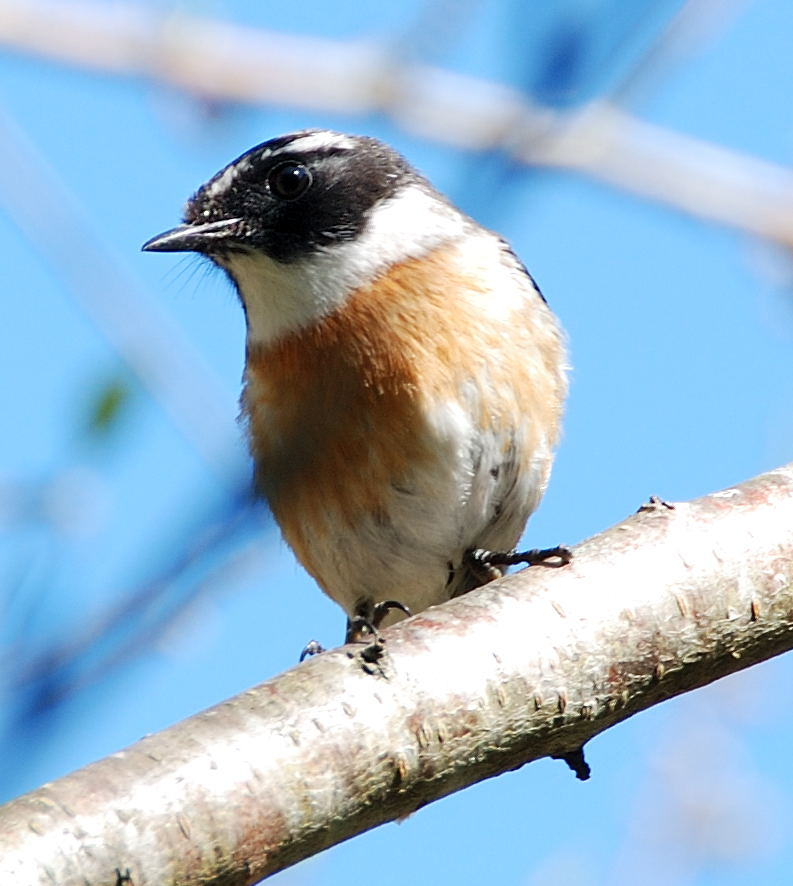